# ميلان فوكال
ميلان فوكال (بالتشيكية: Milan Fukal)‏ (16 مايو 1975 يابلونتس ناد نيسو التشيك - ) هو لاعب كرة قدم تشيكي، يلعب كمدافع، شارك في بطولة أمم أوروبا 2000.

## روابط خارجية
- ميلان فوكال على موقع الاتحاد الدولي (مؤرشف)  (الإنجليزية)
- ميلان فوكال على موقع الاتحاد التشيكي (الإنجليزية)
- ميلان فوكال على موقع قاعدة بيانات كرة القدم.إي يو (الإنجليزية)
- ميلان فوكال على موقع بيانات كرة القدم. دي إي (الألمانية)
- ميلان فوكال على موقع ناشيونال فوتبول تيمز (الإنجليزية)
- ميلان فوكال على موقع عالم كرة القدم.نت (الإنجليزية)